# Atmosfera Marsa

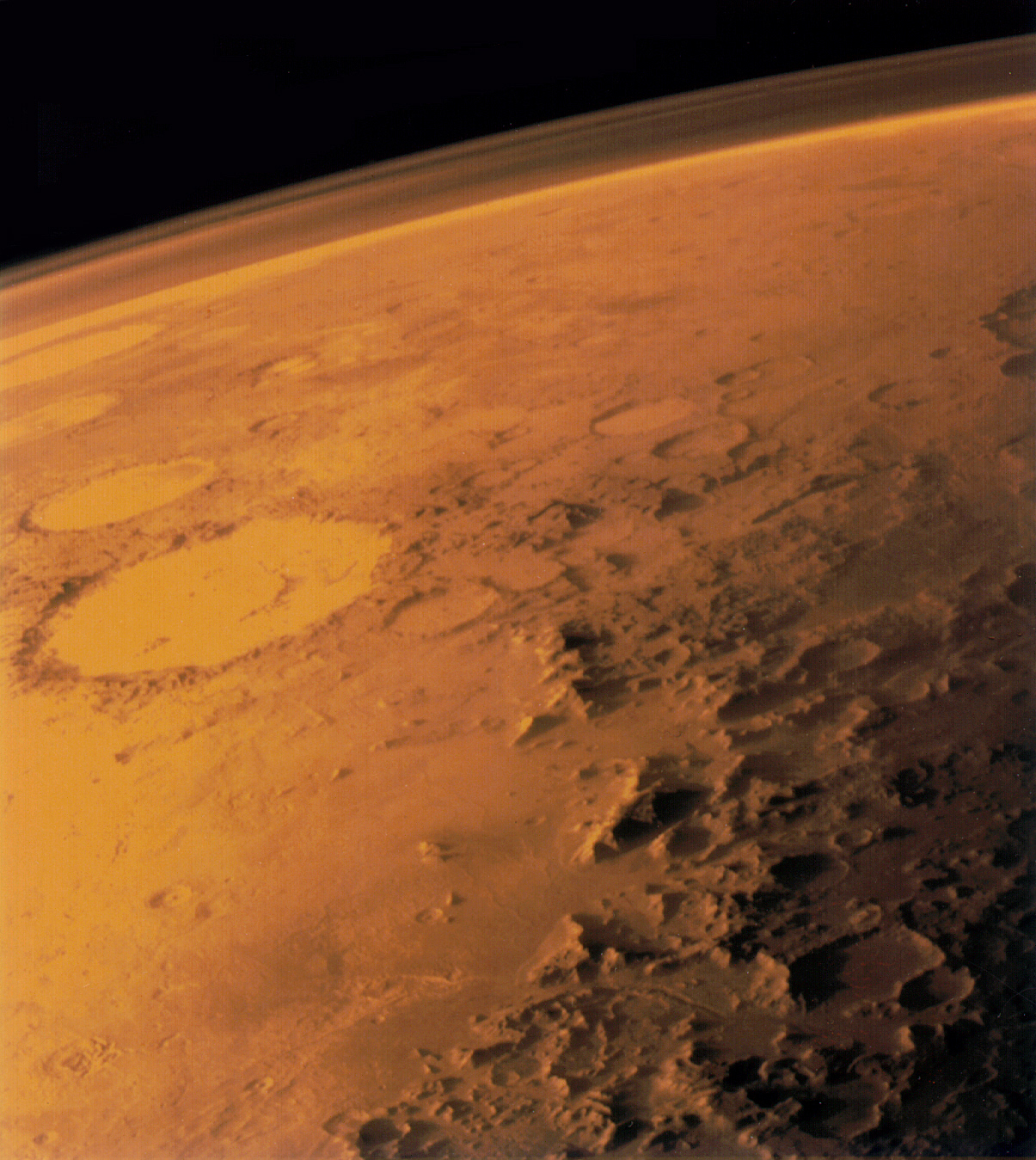
Zdjęcie powierzchni i atmosfery Marsa z niskiej orbity, wykonane przez orbiter Viking.

Atmosfera Marsa – powłoka gazowa otaczająca Marsa. Jest bardzo cienka i rozrzedzona w porównaniu z ziemską, ciśnienie atmosferyczne wynosi od 30 Pa na wierzchołku Olympus Mons do ponad 1155 Pa przy dnie Hellas Planitia. Składa się głównie z dwutlenku węgla (95,32%), azotu (2,7%) i argonu (1,6%). Pozostałe 0,38% stanowią pierwiastki śladowe, wśród których znajduje się także tlen. Uważa się, że miliardy lat temu atmosfera Marsa była gęstsza i zawierała więcej tlenu niż ziemska.

## Ciśnienie
Grawitacja Marsa jest prawie trzykrotnie mniejsza od ziemskiej, wysokość na jakiej ciśnienie spada 2,72 raza (czyli o czynnik e), jest dla atmosfery tej planety prawie dwukrotnie większa, niż dla atmosfery ziemskiej, i wynosi 11 km. Ciśnienie na powierzchni osiąga zaledwie 30 Pa (0,30 hPa) na szczycie Olympus Mons, zaś na dnie basenu Hellas sięga 1155 Pa (11,55 hPa); średnie ciśnienie atmosferyczne na Marsie to 600 Pa. Na Ziemi takie ciśnienie panuje na wysokości 35 km nad powierzchnią morza; stanowi to mniej niż 1% ciśnienia przy powierzchni Ziemi (1013 hPa).
Według hipotezy, która tłumaczy obecność tak cienkiej atmosfery, głównym czynnikiem odpowiedzialnym za jej erozję jest wiatr słoneczny. W przeciwieństwie do Ziemi, Mars jest zbyt mały, by przez długi czas utrzymać silną magnetosferę. Wskutek braku pola magnetycznego o globalnym zasięgu, tory cząsteczek wiatru słonecznego nie są zakrzywiane i nie opływają planety (jak to ma miejsce na Ziemi), lecz zderzają się z cząsteczkami gazów atmosferycznych. W wyniku tych zderzeń cząsteczki tworzące atmosferę uzyskują na tyle dużą energię kinetyczną, że mogą odlecieć dowolnie daleko od Marsa.

## Burze piaskowe

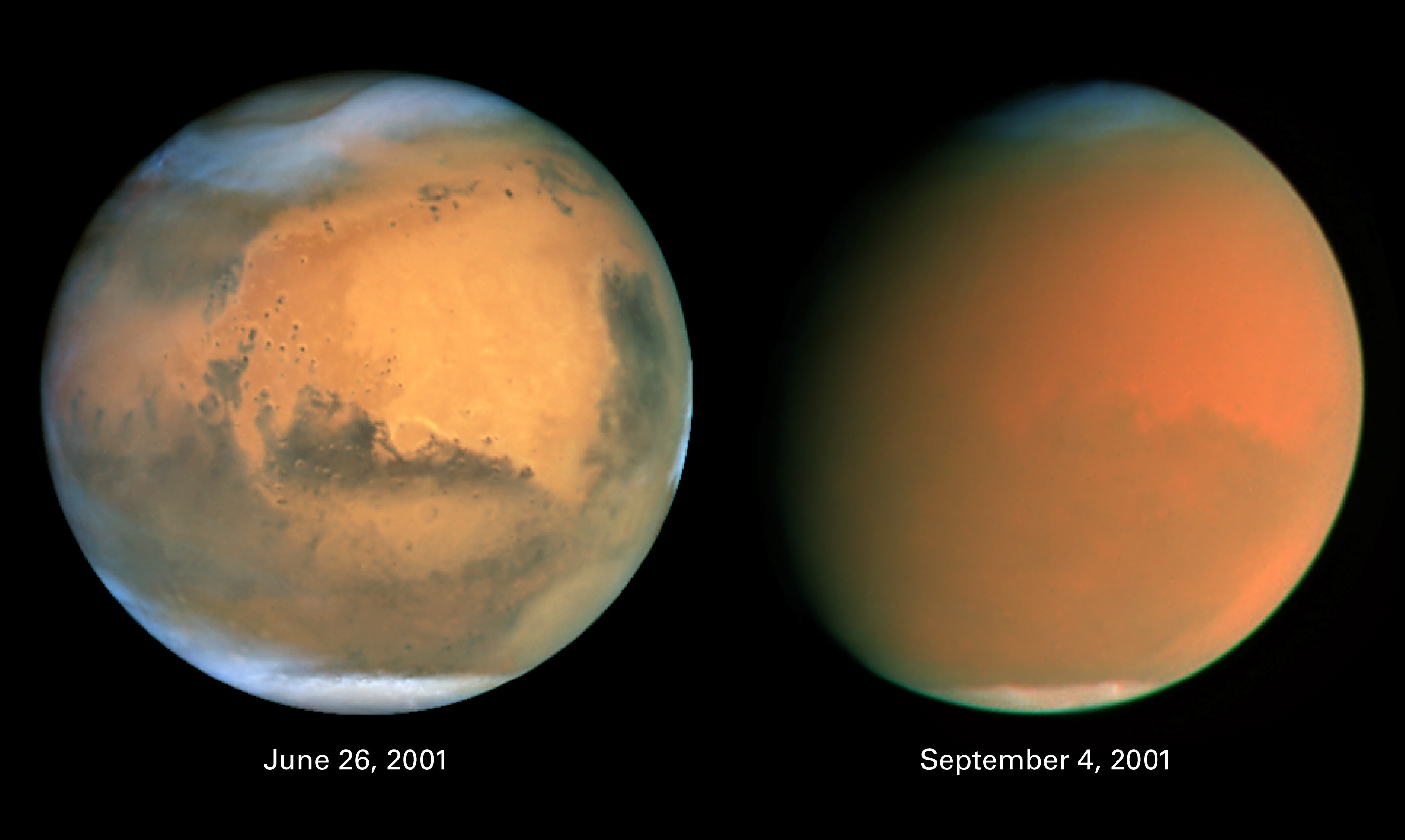
Burza piaskowa o globalnym zasięgu, widziana przez Teleskop Hubble'a

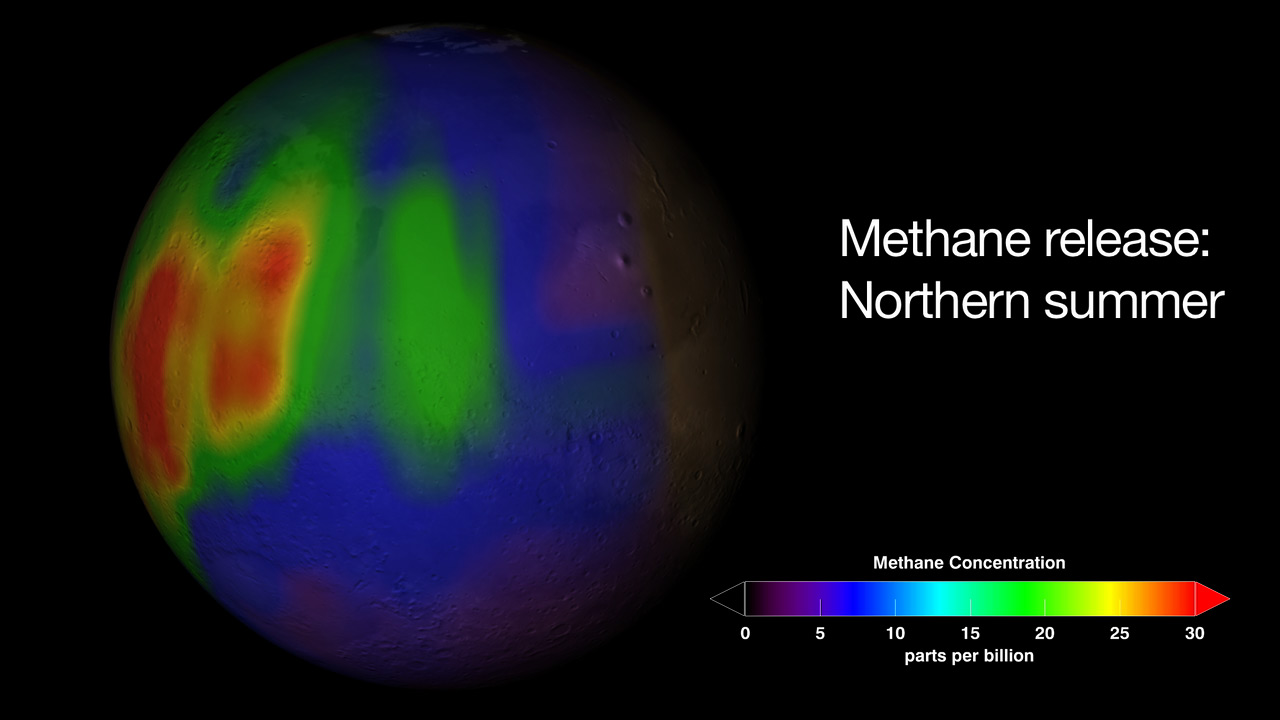
Zawartość metanu w atmosferze Marsa

Jednym ze zjawisk zachodzących w marsjańskiej atmosferze, których efekty są widoczne z Ziemi nawet przez teleskopy amatorskie, są sezonowe burze piaskowe. Zdarzają się one najczęściej, gdy Mars znajduje się najbliżej Słońca (w peryhelium) i wykazują tendencję do podnoszenia temperatury powierzchni. Ich zasięg zmienia się od zjawisk lokalnych, do obejmujących całą planetę, kiedy przez teleskopy nie są widoczne niemal żadne szczegóły powierzchni. Potrafią one być także zjawiskami długotrwałymi – burza obserwowana przez sondę Mariner 9 trwała miesiąc.

## Metan
W 2003 roku dzięki obserwacjom teleskopowym odkryto w atmosferze śladowe ilości metanu, co zostało potwierdzone w marcu 2004 przez misję Mars Express Orbiter. Gaz ten jest nietrwały w obecności promieniowania ultrafioletowego, co znaczy, że na planecie musi być (lub było w ciągu ostatnich kilku setek lat) jego źródło. Prawdopodobnym wyjaśnieniem może być aktywność wulkaniczna, upadki komet lub nawet istnienie mikroorganizmów produkujących metan. Gaz występuje miejscowo, co sugeruje, że jest on szybko rozkładany i nie ma czasu, żeby uzyskał jednorodne stężenie w całej atmosferze. Planuje się zbadanie obecności innych gazów towarzyszących metanowi, co pozwoli na określenie źródła jego wydzielania się. Na Ziemi metanowi powstałemu w wyniku procesów biologicznych w oceanach towarzyszy etan, podczas gdy metan będący wynikiem działalności wulkanicznej występuje razem z dwutlenkiem siarki.
Metan został wykryty w marsjańskiej atmosferze w stężeniu objętościowym około 30 ppb; tworzy on rozszerzone pióropusze, co oznacza, że jest uwalniany z oddzielnych, niewielkich pod względem powierzchni źródeł. Podczas lata na północnej półkuli, główny pióropusz zawiera 19 000 ton metanu, a wydajność źródła szacowana jest na 0,6 kilograma na sekundę. Profile sugerują, że mogą istnieć dwa źródła metanu, pierwsze skupione w pobliżu 30°N, 260°W, a drugie w pobliżu 0°, 310°W. Czas życia metanu w atmosferze Marsa może wynosić od 4 lat ziemskich do tylko 0,6 roku ziemskiego. Szybka wymiana gazu oznaczałaby istnienie aktywnego źródła gazu na planecie. Poza wspomnianymi wcześniej możliwymi źródłami, metan może być również wytwarzany w procesie niebiologicznym nazywanym serpentynizacją, z udziałem wody, dwutlenku węgla i oliwinu, które występują na Marsie. W czerwcu roku 2012 opublikowano wyniki testów laboratoryjnych z których wynikało, że metan może być produkowany w procesie naświetlania promieniami UV spadających na planetę bogatych w węgiel meteorytów. Szacuje się, że Mars musi uwalniać 270 ton metanu na rok.
Obecność metanu na Marsie początkowo nie została potwierdzona przez misję Curiosity, jednak ostatnie informacje misji Curiosity potwierdzają periodyczne emisje metanu tak jak to wcześniej było raportowane.

## Chmury
Innym przejawem dynamiki atmosfery Marsa, oprócz powstawania i znikania metanu, jest para wodna przemieszczająca się między biegunami, powodująca powstawanie podobnego do ziemskiego szronu i rozległych chmur pierzastych, złożonych z kryształków lodu i sfotografowanych przez pojazd Opportunity (MER-B) w roku 2004.

## Zorze
Zorze na Marsie odkryto w 2004 dzięki obserwacjom przyrządu SPICAM (nadfioletowy i podczerwony spektrometr atmosferyczny) sondy Mars Express. 
W 2008 ESA stworzyło pierwszą mapę zórz na Marsie na podstawie emisji promieniowania UV. Badania podjęte przy jej opracowywaniu sugerują, że powstają one nad regionami silniejszego pola magnetycznego. Na Marsie, który nie posiada pola magnetycznego o zasięgu globalnym, jak Ziemia, takie regiony związane są zaleganiem dużych ilości namagnesowanych skał. Skutkuje to istnieniem wielu małych punktów o silniejszym polu, rozsianych po całym globie.
Mechanizm przyspieszania elektronów do energii wystarczających do wywołania zórz pozostaje nieznany. Wiąże się on najpewniej z wiatrem słonecznym. Zorze na Marsie są prawdopodobnie za słabe, aby mogły być zauważone z powierzchni planety.

## Przyszłość
Rozważa się (zwłaszcza w futurologii i fantastyce naukowej) ideę terraformowania Marsa. Niezależnie od szczegółów technicznych, atmosfera Czerwonej Planety będzie musiała stać się cieplejsza, gęstsza i bogatsza w tlen, by mogli nią oddychać ludzie. Grubsza atmosfera złożona z gazów cieplarnianych, jak dwutlenek węgla, umożliwiłaby zatrzymywanie energii słonecznej, a co za tym idzie ocieplenie klimatu. Ponieważ wzrost temperatury pociągałby za sobą wzrost stężenia tych gazów, wszystkie procesy wzajemnie by się napędzały.